# María Teresa Ruiz

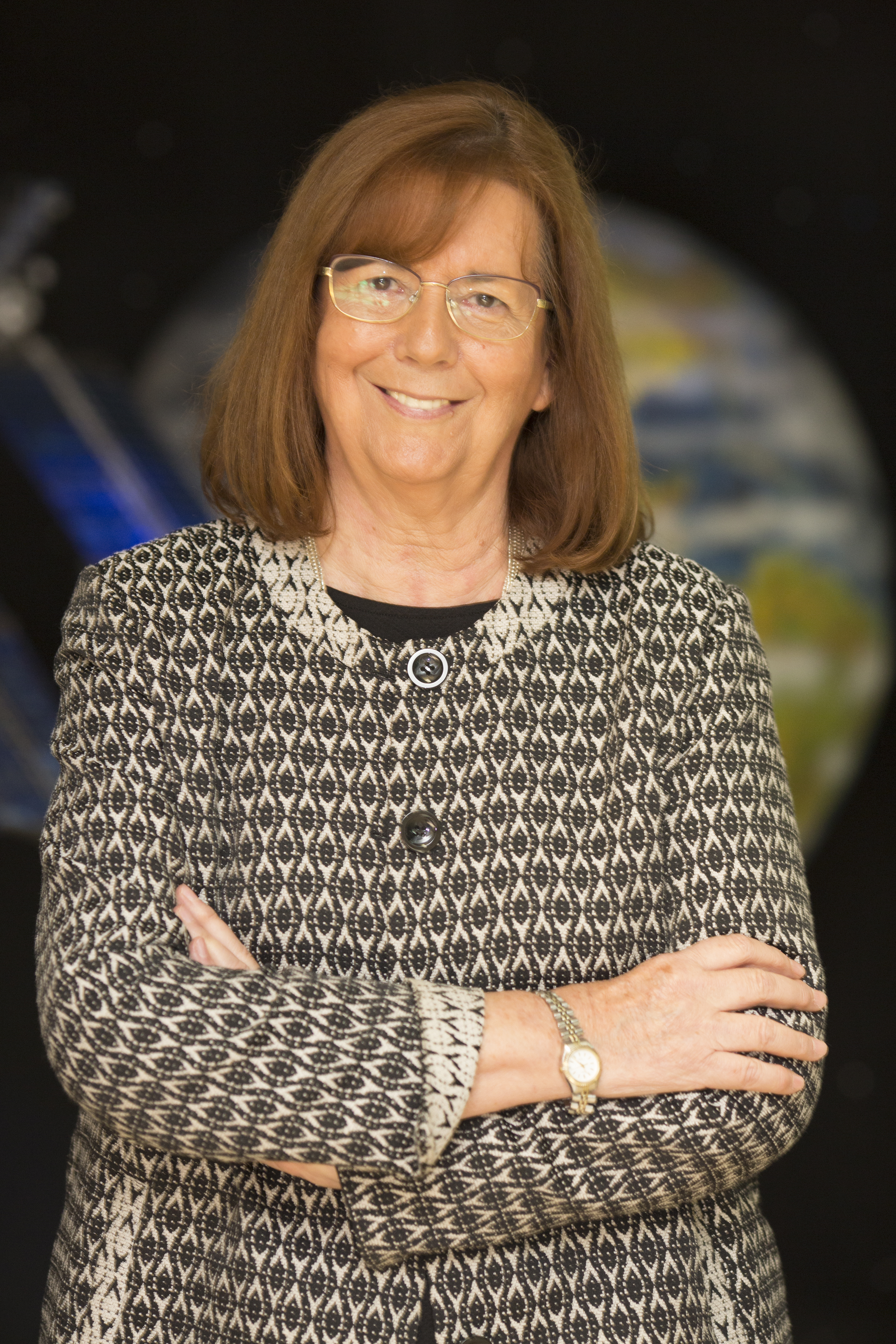
María Teresa Ruiz

María Teresa Ruiz (* 24. September 1946 in Santiago de Chile) ist eine chilenische Astronomin. Sie war die erste Frau, die den chilenischen Nationalpreis für exakte Wissenschaften, Teil des chilenischen Nationalpreises, erhielt.

## Biographie
Ruiz wurde 1946 in Santiago de Chile geboren. Nach Abschluss ihrer schulische Ausbildung war sie die erste Frau, die erfolgreich Astronomie an der Universität von Chile studierte. Anschließend gehörte sie zu den Pionierinnen, die an der Princeton University studierte und in Astrophysik promovierte. Sie trat dann eine Postdoc-Stelle am astronomischen Observatorium Triest an. Ruiz arbeitete auch zwei Jahre im Institut für Astronomie an der Nationalen Autonomen Universität von Mexiko (UNAM), bevor sie ein Guggenheim-Stipendium erhielt. Seit Mai 2016 ist sie Mitglied der Chilenischen Akademie der Wissenschaften und Professorin für Astronomie an der Universität von Chile. Sie ist auch Mitglied und Leiterin des Centro de Astrofísica y Tecnologías Afines (CATA).

## Entdeckungen
Sie entdeckte Kelu-1, ein System von zwei Braunen Zwergen, die sich im Sternbild der Hydra befinden, etwa 61 Lichtjahre von der Erde entfernt.

## Auszeichnungen (Auswahl)
- Chilenischer Nationalpreis für exakte Wissenschaften
- UNESCO-L’Oréal-Preis[2]
- 2025: Benennung eines Asteroiden nach ihr, (55987) Maríaruiz[3]